# William Allardyce
William Lamond Allardyce (ur. 14 listopada 1861 w Mumbaju, zm. 9 czerwca 1930 w Wokingham) – brytyjski administrator kolonialny, zajmujący szereg wysokich stanowisk w posiadłościach brytyjskich na przestrzeni pierwszych trzech dekad XX wieku. 

## Życiorys
Był synem lekarza wojskowego, przyszedł na świat w Indiach w czasie służby swego ojca w tym brytyjskim terytorium zależnym. W wieku 18 lat został przyjęty do zawodowej służby kolonialnej. Pierwsze ponad 20 lat swojej kariery spędził na Fidżi, gdzie stopniowo piął się górę drabiny urzędniczej, dochodząc aż do szczebla tymczasowego gubernatora, którym był przez dwa miesiące w 1902 roku. Stał się uznanym ekspertem w kwestiach rdzennej ludności Fidżi, zaś język fidżyjski poznał tak dobrze, iż gdy zaczęto publikować w nim miejscowy dziennik urzędowy, osobiście pełnił funkcję jego redaktora. 
W 1904 został gubernatorem Falklandów i pełnił ten urząd przez 10 lat. W latach 1915–1920 zajmował stanowisko gubernatora Bahamów. W 1920 objął urząd gubernatora Tasmanii, który pełnił niecałe dwa lata. Pensja gubernatora była na Tasmanii zależna od decyzji miejscowego parlamentu, ten zaś ignorował postulaty Allardyce'a dotyczące podniesienia zarówno wynagrodzenia, jak funduszu reprezentacyjnego. W tej sytuacji podał się do dymisji. W latach 1922–1928 był gubernatorem Nowej Fundlandii. W 1928 opuścił służbę publiczną i został dyrektorem prywatnej firmy wielorybniczej. 
Zmarł na nowotwór w wieku 68 lat. 

## Odznaczenia
Allardyce trzykrotnie otrzymał Order św. Michała i św. Jerzego: w latach 1902 (klasy Kawaler), 1916 (Rycerz Komandor, odtąd miał prawo do tytułu Sir przed nazwiskiem) i 1927 (Rycerz Wielkiego Krzyża).